# 45 Armia Sił Powietrznych i Obrony Przeciwlotniczej
45 Armia Sił Powietrznych i Obrony Przeciwlotniczej (ros. 45-я армия ВВС и ПВО (45 А ВВС и ПВО)) – związek operacyjny Sił Zbrojnych Federacji Rosyjskiej, służący w Siłach Powietrznych Federacji Rosyjskiej w ramach Floty Północnej.